# Азнаевская волость
 Азна́евская во́лость (баш. Аҙнай олосо) — волость Российской Империи и РСФСР. Входила в Стерлитамакский уезд, Уфимской губернии и РСФСР, с 1922 года входила в Стерлитамакский кантон. Центр — аул Кусяпкулово (ныне микрорайон города Ишимбая). В настоящее время — территория городов Ишимбая и Салавата, Ишимбайского и Стерлитамакского районов Башкортостана.
Образована в середине XIX века из населённых пунктов Юрматынской башкирской волости. в 1919 вошла в состав Юрматынского кантона, в 1922 — Стерлитамакского кантона. Расформирована в 1930 году.
Заселена была башкирами-азнаевцами из племени Юрматы.
Первоначально объединило 20 нас.пунктов: Аптюково, Арларово, Баиково, Байгузино (волостной центр), Бикзяново, Бурагулово, Бурангулово, Верхне-Буранчино, Верхне- и Нижне-Кусяпкулово, Иткулово, Кинзебулатово, Кинзекеево, Маломаксютово, Саряново, Салихово, Смакаево, Термен-Елга, Уразбаево, Хазино.

## Состав волости
В 1906 году состояло из 22 селений, в 1914 — 27. После включения Аллагуватской волости — 72 нас. пункта.
На 1926 год в состав волости входили:
- д. Азнаева — сейчас Азнаево Ишимбайского района
- д. Алакаева — сейчас Алакаево Ишимбайского района
- м-ца Алексеева
- д. Аллагуват — сейчас территория "Газпром нефтехим Салават" (ранее имевшего название "Салаватнефтеоргсинтез"),  Салават
- д. Кантюковка — входила в состав первого Ишимбайского района, сейчас — в Стерлитамакском районе.
- д. Каныкаева, иначе: Шипай — ?
- д. Караларова — сейчас Маломаксютово
- пос. Караяр 2-й — ?
- д. Карлыкулева — Карлыкуль
- хут. Кашалак-Баш — хутор Кашалакбаш Ишимбайского района
- д. Кинзикеева — сейчас Кинзекеево Ишимбайского района
- м-ца Кириллова — ?,
- пос. Кожак -
- д. Кудакаева, в последующем д. Кудакаево — сейчас территория Салавата.
- пос. Кузьминский — сейчас Кузьминовка, микрорайон г. Ишимбай
- д. Кунказаева — сейчас Урман-Бишкадак
- д. Кусяпкулова — сейчас Кусяпкулово, микрорайон г. Ишимбай
- арт. Куч — входил в состав города Ишимбая под названием Артель Куч,

….
Вплоть до 1917 года в Азнаевской волости и Ильчик-Темировской Стерлитамакского уезда существовали традиции древнего башкирского землепашества с преобладанием посевов проса, гречи и овса.
По переписи 1906 года жители волости занимались земледелием, скотоводством, лесными промыслами, а также тканьём кулей.